# Coupe d'Angleterre de football 1907-1908
Navigation
Coupe d'Angleterre 1906-1907 Coupe d'Angleterre 1908-1909
La Coupe d'Angleterre de football 1907-1908 est la 37e édition de la Coupe d'Angleterre, la plus ancienne compétition de football, la Football Association Challenge Cup (généralement connue sous le nom de FA Cup).
Wolverhampton Wanderers remporte la compétition pour la deuxième fois de son histoire, battant Newcastle United en finale sur le score de 3 à 1 à Crystal Palace.

## Compétition

### Quarts de finale
Les quarts de finale ont lieu le 7 mars 1908.
| Équipe 1         | Résultat | Équipe 2                |
| ---------------- | -------- | ----------------------- |
| Everton          | 0 - 0    | Southampton             |
| Stoke            | 0 - 1    | Wolverhampton Wanderers |
| Newcastle United | 5 - 1    | Grimsby Town            |
| Fulham           | 2 - 1    | Manchester United       |

Match d'appui le 11 mars 1908.
| Équipe 1    | Résultat | Équipe 2 |
| ----------- | -------- | -------- |
| Southampton | 3 - 2    | Everton  |

### Demi-finales
Les demi finales ont lieu le 28 mars 1908, tous les matchs ont lieu sur terrain neutre.
| Équipe 1                | Résultat | Équipe 2    |
| ----------------------- | -------- | ----------- |
| Newcastle United        | 6 – 0    | Fulham      |
| Wolverhampton Wanderers | 2 - 0    | Southampton |

### Finale
| Finale de la coupe d'Angleterre 1907-1908 | Wolverhampton Wanderers | 3 – 1   | Newcastle United | Crystal Palace, Londres |                      |
| 25 avril 1908                             |                         | (2 – 0) |                  | Spectateurs : 74 967    | Spectateurs : 74 967 |